# I've got the music in me
I've got the music in me is een single van de Kiki Dee Band.
De B-kant was Simple melody. Het was de eerste hit van Kiki Dee in Nederland.
Kiki Dee nam al singles op sinds 1963, maar kreeg pas echt succes toen ze overstapte naar het platenlabel Rocket Records van Elton John. Later had ze ook met Don't go breaking my heart een hit samen met hem.
I've got the music in me is het eerste nummer op het album met dezelfde titel. Het nummer is geschreven door Bias Boshell, de toetsenist in de band. Boshell is de enige muzikant die zowel in Barclay James Harvest als in de Moody Blues heeft gespeeld.
Diverse artiesten hebben een cover van het nummer opgenomen, waaronder Thelma Houston, Sheena Easton, Aretha Franklin en Céline Dion, echter zonder commercieel succes.

## Musici
- Kiki Dee – zang
- Jo Partridge – gitaar
- Phil Curtis-basgitaar
- Bias Boshell, Mike Deacon – toetsinstrumenten
- Roger Pope – percussie
- Pete Clarke – slagwerk
- Richard Hewson – arrangeur, orkestratie

## Lijsten
Het nummer haalde een hitnotering in de Verenigde Staten (plaats 12 in de Billboard Hot 100) en het Verenigd Koninkrijk (plaats 19 in 8 weken).

### Nederlandse Top 40
| Hitnotering: week 39/1974 t/m 47/1974 | Hitnotering: week 39/1974 t/m 47/1974 | Hitnotering: week 39/1974 t/m 47/1974 | Hitnotering: week 39/1974 t/m 47/1974 | Hitnotering: week 39/1974 t/m 47/1974 | Hitnotering: week 39/1974 t/m 47/1974 | Hitnotering: week 39/1974 t/m 47/1974 | Hitnotering: week 39/1974 t/m 47/1974 | Hitnotering: week 39/1974 t/m 47/1974 | Hitnotering: week 39/1974 t/m 47/1974 | Hitnotering: week 39/1974 t/m 47/1974 |
| Week:                                 | 1                                     | 2                                     | 3                                     | 4                                     | 5                                     | 6                                     | 7                                     | 8                                     | 9                                     |                                       |
| ------------------------------------- | ------------------------------------- | ------------------------------------- | ------------------------------------- | ------------------------------------- | ------------------------------------- | ------------------------------------- | ------------------------------------- | ------------------------------------- | ------------------------------------- | ------------------------------------- |
| Positie:                              | 28                                    | 18                                    | 15                                    | 11                                    | 9                                     | 8                                     | 12                                    | 24                                    | 38                                    | uit                                   |

### NederlandseSingle Top 100
| Hitnotering: 14-09-1974 t/m 22-11-1974 | Hitnotering: 14-09-1974 t/m 22-11-1974 | Hitnotering: 14-09-1974 t/m 22-11-1974 | Hitnotering: 14-09-1974 t/m 22-11-1974 | Hitnotering: 14-09-1974 t/m 22-11-1974 | Hitnotering: 14-09-1974 t/m 22-11-1974 | Hitnotering: 14-09-1974 t/m 22-11-1974 | Hitnotering: 14-09-1974 t/m 22-11-1974 | Hitnotering: 14-09-1974 t/m 22-11-1974 | Hitnotering: 14-09-1974 t/m 22-11-1974 | Hitnotering: 14-09-1974 t/m 22-11-1974 | Hitnotering: 14-09-1974 t/m 22-11-1974 |
| Week:                                  | 1                                      | 2                                      | 3                                      | 4                                      | 5                                      | 6                                      | 7                                      | 8                                      | 9                                      | 10                                     |                                        |
| -------------------------------------- | -------------------------------------- | -------------------------------------- | -------------------------------------- | -------------------------------------- | -------------------------------------- | -------------------------------------- | -------------------------------------- | -------------------------------------- | -------------------------------------- | -------------------------------------- | -------------------------------------- |
| Positie:                               | 25                                     | 21                                     | 18                                     | 14                                     | 13                                     | 9                                      | 11                                     | 13                                     | 17                                     | 24                                     | uit                                    |

### BRT Top 30
| Hitnotering: 02-11-1974 t/m 22-11-1974 | Hitnotering: 02-11-1974 t/m 22-11-1974 | Hitnotering: 02-11-1974 t/m 22-11-1974 | Hitnotering: 02-11-1974 t/m 22-11-1974 | Hitnotering: 02-11-1974 t/m 22-11-1974 | Hitnotering: 02-11-1974 t/m 22-11-1974 |
| Week:                                  | 1                                      | 2                                      | 3                                      | 4                                      |                                        |
| -------------------------------------- | -------------------------------------- | -------------------------------------- | -------------------------------------- | -------------------------------------- | -------------------------------------- |
| Positie:                               | 18                                     | 21                                     | 18                                     | 22                                     | uit                                    |

### NPO Radio 2 Top 2000
| Nummer met noteringen in de NPO Radio 2 Top 2000 | '99  | '00  | '01  | '02  | '03  | '04  | '05  | '06  | '07  | '08  |
| ------------------------------------------------ | ---- | ---- | ---- | ---- | ---- | ---- | ---- | ---- | ---- | ---- |
| I've Got the Music in Me                         | 1562 | 1381 | 1778 | 1032 | 1539 | 1488 | 1836 | 1912 | 1831 | 1681 |

1. ↑  Een vetgedrukt getal geeft de hoogste notering aan.
2. ↑  Deze tabel is bijgewerkt tot en met de laatste editie (2024).